# 坎普頓維爾 (加利福尼亞州)
坎普頓維爾（英語：Camptonville）是位於美國加利福尼亞州尤巴縣的一個人口普查指定地區。

## 地理
坎普頓維爾的座標為39°27′07″N 121°02′55″W / 39.45194°N 121.04861°W，而該地最高點為海拔高度861米（即2825英尺）。

## 人口
根據2010年美國人口普查的數據，坎普頓維爾的面積為2.263平方千米，當中陸地面積為2.263平方千米，而水域面積為0.000平方千米。當地共有人口158人，而人口密度為每平方千米69人。